# Cristóbal Balenciaga (TV-serie)
Cristóbal Balenciaga är en spansk-italiensk biografisk och historisk dramaserie vars första säsong hade premiär den 19 januari 2024 på strömningstjänsten Disney+. Serien består av sex avsnitt och är skapad av Aitor Arregi, Jon Garaño och Jose Mari Goenaga. Serien är baserad på den spanska designers och modeskaparen Cristóbal Balenciagas liv.

## Handling
Serien kretsar kring den spanska modeskaparen Cristóbal Balenciaga som efter att ha gjort sig ett känt namn i den spanska modevärlden försöker på en internationell karriär men som inledningsvis visar sig svårare än han trott.

## Rollista (i urval)
- Alberto San Juan – Cristóbal Balenciaga
- Belén Cuesta – Fabiola de Mora y Aragón
- Josean Bengoetxea – Nicolás Bizkarrondo
- Gemma Whelan – Prudence Glynn
- Anouk Grinberg – Coco Chanel
- Gabrielle Lazure – Carmel Snow
- Patrice Thibaud – Christian Dior